# Stade Lorrain Université Club Nancy
La Stade Lorrain Université Club Nancy è una squadra francese di pallacanestro con sede nella città di Nancy. Fondato nel 1967, milita nel campionato Pro A, la massima serie del campionato francese.

## Roster 2023-2024
Aggiornato al 21 ottobre 2023.
|    | Naz.                                        | Ruolo | Sportivo           | Anno | Alt. | Peso | Note |
| -- | ------------------------------------------- | ----- | ------------------ | ---- | ---- | ---- | ---- |
| 1  | Stati Uniti (bandiera)                      | P     | Frank Mason        | 1994 | 180  | 86   |      |
| 2  | Stati Uniti (bandiera)                      | AP    | Tyren Johnson      | 1988 | 201  | 102  |      |
| 3  | Stati Uniti (bandiera)                      | GA    | Jordan Bowden      | 1997 | 196  | 88   |      |
| 4  | Stati Uniti (bandiera) · Nigeria (bandiera) | G     | Ike Nwamu          | 1993 | 196  | 93   |      |
| 8  | Francia (bandiera)                          | G     | Antony Labanca     | 1994 | 191  | 92   |      |
| 13 | Serbia (bandiera)                           | AP    | Luka Cerovina      | 2000 | 201  | 99   |      |
| 19 | Francia (bandiera)                          | C     | Bruno Cingala-Mata | 1993 | 205  | 110  |      |
| 21 | Giamaica (bandiera)                         | C     | Shevon Thompson    | 1993 | 213  | 102  |      |
| 24 | Francia (bandiera)                          | G     | Mérédis Houmounou  | 1988 | 188  | 83   |      |
| 25 | Francia (bandiera)                          | AG    | Clément Frisch     | 2002 | 201  | 100  |      |

### Staff tecnico
| Allenatore: | Sylvain Lautié                   |
| Assistente: | Jonathan Nebout, Maxime Zianveni |

## Palmarès

### Titoli nazionali
- Campionato francese: 2

2007-08, 2010-11
- Match des Champions: 2

2008, 2011
- Semaine des As: 1

2005

### Titoli europei
- Coppa Korać: 1

2001-02